# Karwe (Karstädt)
Karwe ist ein bewohnter Gemeindeteil der Gemeinde Karstädt im Landkreis Prignitz in Brandenburg. Karwe war nie eigenständige Gemeinde, sondern ein Gutsbezirk, der 1928 in die damals selbständige Gemeinde Kribbe eingegliedert wurde. Das mittelalterliche Dorf Karwe war im 15. Jahrhundert wüst gefallen. Erst Anfang des 18. Jahrhunderts entstand das Rittergut Karwe, aus dem sich der heutige Ort entwickelte.

## Geographie
Karwe liegt im Norden der historischen Landschaft Prignitz an der Grenze zu Mecklenburg-Vorpommern nahe dem Fluss Karwe. Es liegt rund sieben Kilometer nordöstlich des (Kern-)Ortes Karstädt und etwa 5,5 Kilometer südwestlich von Berge.

## Geschichte

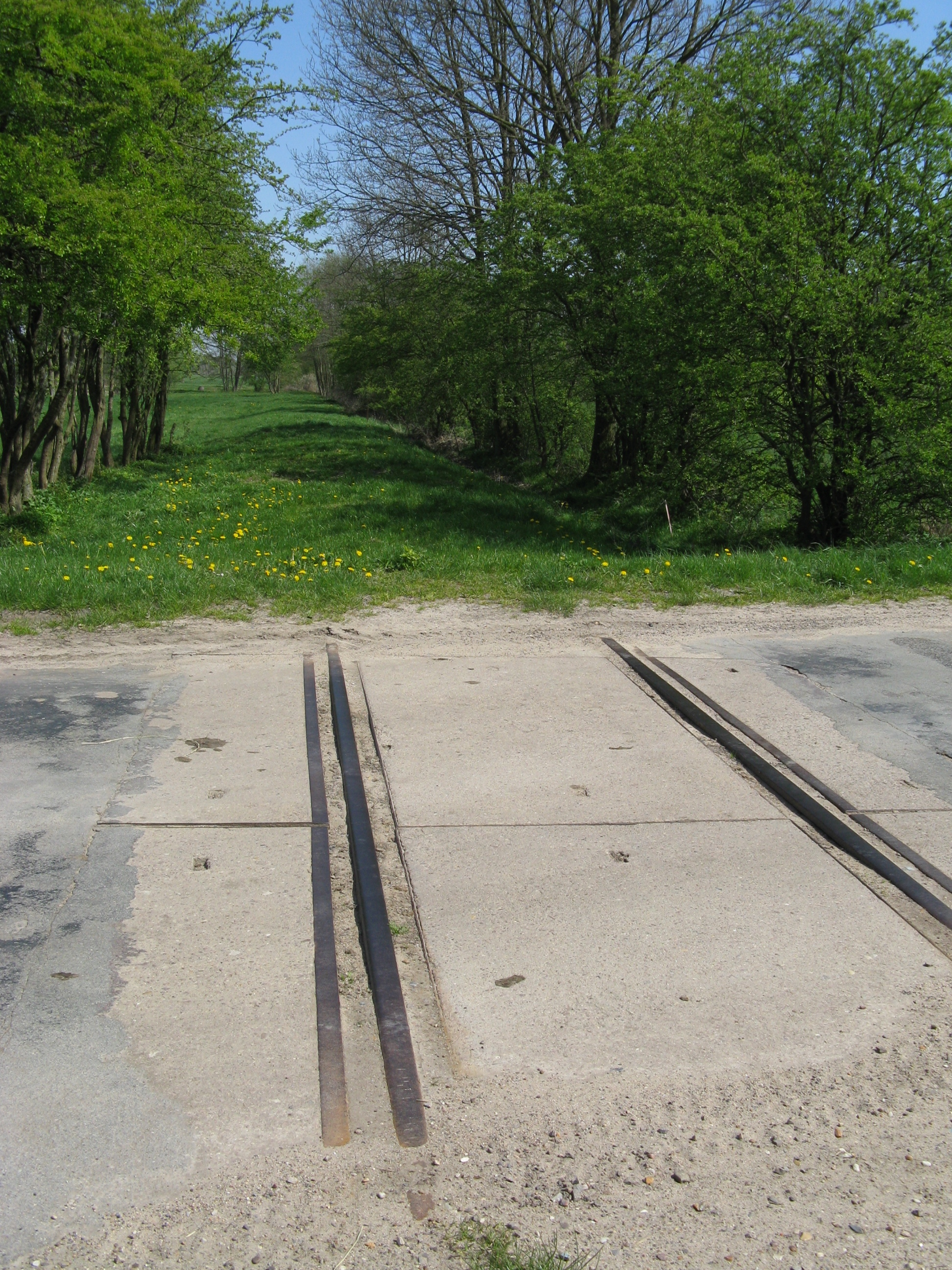
Gleisrest der Westprignitzer Kreisringbahn zwischen Karwe und Klüß (der ehemalige Bahnübergang liegt auf der Gemarkung von Neuhausen, Gemeinde Berge, Landkreis Prignitz)

Der Ort Karwe wurde erstmals 1289 indirekt urkundlich erwähnt, als ein huno de karwen als Zeuge genannt wird. Der Name leitet sich vom polabischen Wort karwa für „Kuh“ ab (vgl. niedersorbisch krowa) und bezeichnete ursprünglich vermutlich einen hier verlaufenden Bach. Nach der Dorfstruktur ist Karwe eine typische Gutssiedlung.
1289 erscheint in einer Schenkungsurkunde des Grafen Bernhard von Dannenberg an das Kloster Diesdorf ein dominus huno de karwen als Zeuge. Er dürfte seinen Sitz auf dem Karwer Burgwall gehabt haben, der etwa ein Kilometer westnordwestlich vom heutigen Ort liegt (oder weniger wahrscheinlich auf einer nicht näher bekannten Burg bei Karwe). Dieser Huno genannt von Carwe erscheint auch in einer Urkunde von 1292, in der Ritter Johann Gans von Perleberg ein Bündnis mit dem Grafen Helmold von Schwerin schloss. 1391 erscheint der Ort (noch einmal) in einer Mecklenburger Urkunde, als ein Zweihufenhof in Karwe im Besitz derer von Karwe erwähnt wird. Nach Ludwig Gustav von Winterfeld stand auf der Feldmark von Karwe die sog. Lobekeburg, die 1444 Lobeke von Winterfeld gehörte. Sie wurde 1444 durch die Bürger der Stadt Perleberg in einer Fehde zerstört und nicht wieder aufgebaut. Die Identifizierung dieser urkundlich genannten Burg mit dem Burgwall Karwe ist allerdings nicht gesichert, jedoch wahrscheinlich. Die Größe der Anlage und die Lage an einem Übergang über die Karwe lassen auf eine gewisse Bedeutung dieser Burganlage schließen. 1490 verkaufte Achim von Wartenberg zu Rosenhagen eine Hälfte des Schulzengerichts mit der Gerechtigkeit und dem Acker wie es sein Vater vor ihm besessen hatte an Cord (Conrad) und Dietrich von Rohr zu Neuhausen, Freyenstein und Meyenburg. 1499 verkaufte Achim von Wartenberg auch die andere Hälfte des Schulzengerichts in Karwe mit allerlei Gerechtigkeit, mit allem Acker und Zubehör (nichts ausgenommen) an die Gebrüder Corde und Diderike von Rohr für 110 rheinische Gulden. Dazu gaben seine Vettern, die Gebrüder Jürgen und Achim von Wartenberg zu Rosenhagen ihr Einverständnis. Hier ist im Gegensatz zur Urkunde von 1490 nicht von einem väterlichen Besitz die Rede; diese Hälfte war ihm wohl erst nach 1490 zugefallen. Von einem Dorf ist (auch) nicht (mehr) die Rede, Karwe war also zu diesem Zeitpunkt schon wüst. 1620 (1618) erwarb Georg von Winterfeld zu Dallmin die Güter des Hans von Rohr zu Neuhausen, der in Konkurs geraten war, darunter die wüste Feldmark Karwe. Sie war wohl zum Teil an die Bauern von Klüß, zum Teil an die Bauern in Kribbe verpachtet; ein sicherer Nachweis der Nutzung der Feldmark Karwe durch die Bauern von Klüß und Kribbe stammt von 1632. Georg von Winterfeld war in erster Ehe (1618) mit Anna von Saldern (1597–1628), Tochter des Burchard von Saldern und der Anna von Klitzing auf Plattenburg, und in zweiter Ehe mit Agnes von Manteufel, Tochter des Henning von Manteufel auf Schlavin und Kalpin und Witwe des Hans George von Schlieben auf Tammendorf und Vogelsang verheiratet. Er hatte vier Söhne Dittloff Borchart, Georg Wilhelm, Hennig Christian und Adam Ernst. Der Sohn Georg Wilhelm starb 1652 noch vor dem Vater. 1657 starb Georg von Winterfeld. Zunächst übernahmen seine drei Söhne Detlof Burchard, Henning Christian, Adam Ernst und gemeinsam das väterliche Erbe. Bei der späteren Teilung des väterlichen Besitzes erhielt Henning Christian die Hälfte von Neuhausen, die Dörfer Neuhaus (?), Kriewe (Kribbe), Groß und Klein Berge, Guhlow (Gulow) und Steinberg mit allem Zubehör, ferner sieben Hüfner in Pirow, ein Hüfner in Blüthen, 1½ Hüfner in Breesch (Bresch), acht Hüfner und zwei Kossäten in Reetze (Reetz), die ganze Feldmark Karwe, die wüsten Feldmarken Mollnitz, Burow, Striggleben (Strigleben) und Grambzow (Gramzow) und einige Höfe zu Laaslich. Außerdem gehörten zu diesem Lehnbesitz der Rittersitz zu Vahrnow und die wüste Feldmark Vahrnow, acht Hüfner und 4½ Kossäten zu Beeke (Baek) und zehn Hüfner zu Stavenhagen. Henning Christian war einer der ersten Kriegskommissare der Prignitz. Er heiratete 1678 Anna Sophie von Thümen, Tochter des verstorbenen Otto von Thümen auf Golm. Sein Bruder Adam Ernst war übrigens mit Gottliebe Tugendreich von Thümen verheiratet, der jüngsten Tochter des Otto von Thümen auf Golm. 1708 starb Henning Christian von Winterfeld ohne Leibeserben.
Als nächster Verwandter erbte nun Joachim Detlof von Winterfeld, ein Sohn des Bruders Detlof Burchard von Henning Christian, seinen Besitz, darunter auch die Feldmark Karwe. Er ließ 1726 seine Güter taxieren und auf sieben Kaveln verteilen. 1733 starb Joachim Detlof (Dietlof) von Winterfeld. Sein Sohn August Albrecht (27. Juli 1699 bis 1774) hatte durch den Losentscheid die siebte Kavel erhalten, Feldmark Karwe, das Rittergut Muggerkuhl mit Zubehör und die Dörfer Kribbe, Groß Berge und Schweinekoven (Grenzheim). In den Jahren von 1738 bis 1740 ließ August Albrecht von Winterfeld in Karwe das noch heute existierende Gutshaus erbauen. Dazu gehörte auch ein barocker Park. Der heutige Ort entstand wahrscheinlich an anderer Stelle als das mittelalterliche Dorf Karwe. 1729 hatte er Dorothea Reichmuth von Schlieben, Tochter des Hans Michael von Schlieben und der Anna Helene von Petersdorff auf Schlönwitz (Kreis Schlawe). Der Ehe entsprossen 12 Kinder, acht Söhne und vier Töchter. 1741 erbte er den Anteil seines Bruders Otto Friedrich, der ohne Leibeserben gestorben war, nämlich Vahrnow mit Zubehör.
Der Sohn Ernst Wilhelm (1736–1804) folgte seinem Vater 1774 auf Karwe und Muggerkuhl nach. Er heiratete erst 1802 eine Witwe von Kalben. Aus der Ehe gingen noch die Tochter Louise und eine weitere namentlich nicht bekannte Tochter hervor. Der Anteil Karwe fiel nun an seinen Bruder Christian Hartwich (1733–1818). Er heiratete 1773 Eleonore Dorothea Sophia von Ramin, die Tochter des Idel Adolph von Ramin und einer NN von Glasenapp auf Plötz bei Demmin. Die Ehe wurde 1788 geschieden. Aus der Ehe gingen drei Kinder hervor, der einzige Sohn Carl Wilhelm Adolph (1775–1823) übernahm nach dem Tod des Vaters die Rittergüter Karwe und Muggerkuhl. Er hatte 1818 Wilhelmine Wolff geheiratet. Der einzige Sohn Eduard Adolph Detlof Hans (1823–1890) kam wenige Tage nach dem Tod des Vaters zu Welt. Er stand zunächst unter der Vormundschaft des August Albrecht von Winterfeld, später eines Majors von Jagow. Die Witwe heiratete einen Leutnant Bommert, der anscheinend das Gut bewirtschaftete. Adolph von Winterfeld heiratete 1846 Sophia von der Chevallerie, Tochter eines Obersts von der Chevallerie. Auch 1857 ist das Rittergut Karwe (mit Muggerkuhl) noch im Besitz des Adolph von Winterfeld, einem Leutnant a. D. 1879 sind für Karwe, damalige offizielle Schreibweise Carve, im Generaladressbuch der preußischen Rittergutsbesitzer 697 ha Land, davon 121 Ha Wald nachgewiesen. 1890 starb Adolph von Winterfeld. Ihm folgte sein Sohn Ernst Detlof (1862–1938) nach. Er heiratete 1899 Dagmar Freiin von Strombeck. Das Ehepaar lebte 1926 im Gutshaus Gröben zur Miete. Nach dem Historischen Ortslexikon soll Karwe bis 1928 Familie von Winterfeld gehört haben. Das Erbbegräbnis im Park erinnert an diese Familie. Danach soll das Gut in bürgerlichen Besitz übergegangen sein. Familie von Winterfeld-Karwe, er war auch aktiver Offizier, lebte dann in Weimar und Caputh, zuletzt in Hermannswerder bei Potsdam. Sie verkauften erst Muggerkuhl und dann Karwe, aus der Not laut Familienchronik von 1937, an die Siedlungsgesellschaft „Eigene Scholle“. Das konkrete Verkaufsjahr ist nicht dort benannt. 1923 war Ernst von Winterfeld jedenfalls noch der Gutseigentümer, der Besitz von 224 ha verpachtet an C. Willmann. Das letztmals 1929, also kurz vor der großen Wirtschaftskrise, publizierte Güteradressbuch der Provinz Brandenburg benennt als restliche Fläche des Rittergutes Karwe immer noch 224 ha. Verwalter ist ein Herr Strodtbeck, Eigentümer Forstwart Hans von Podbielski.

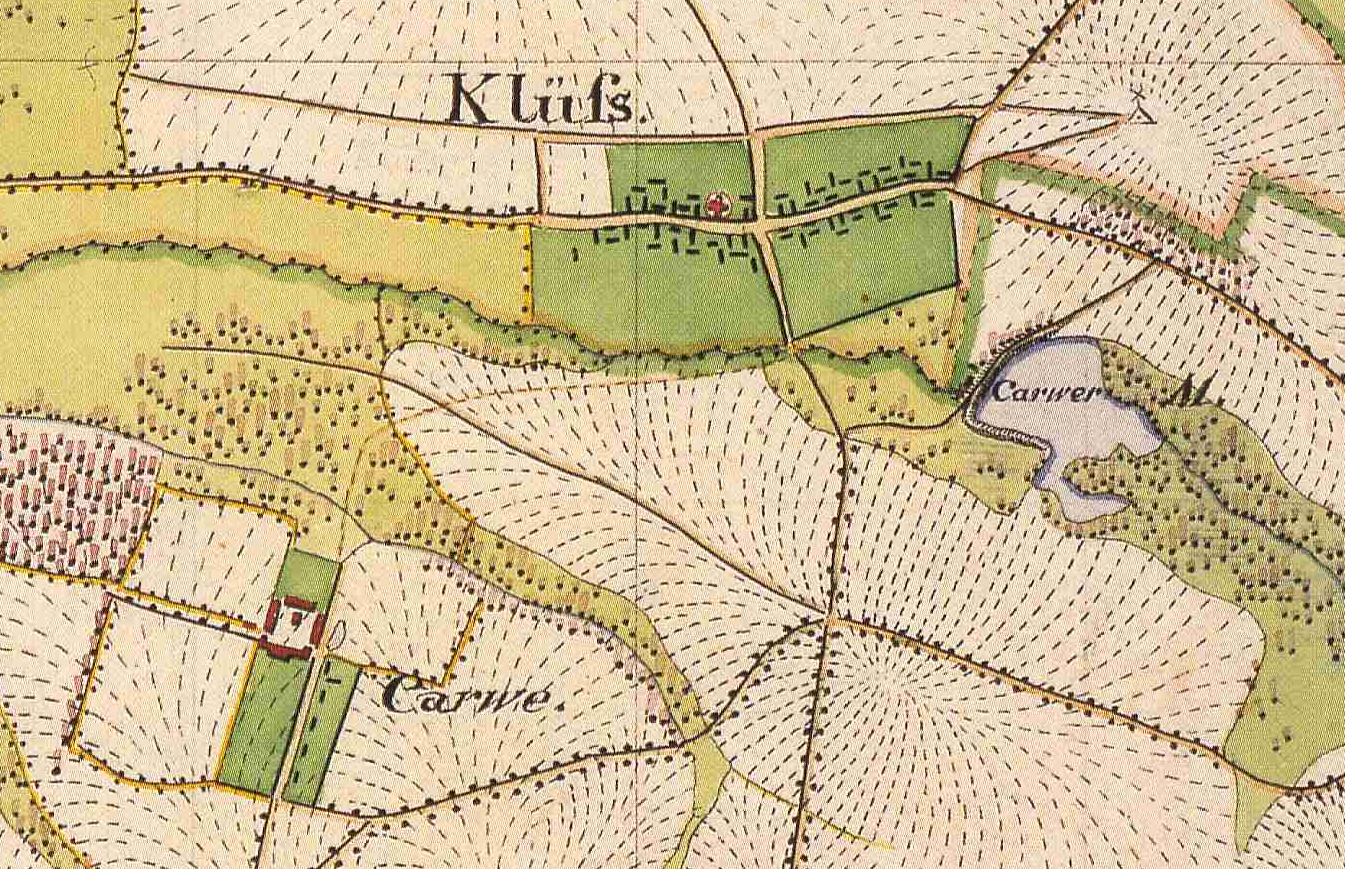
Karwe (und Klüß) auf dem Urmesstischblatt 2736 Dallmin von 1825

Der neuzeitliche Ort wurde erst zu Anfang des 18. Jahrhunderts angelegt. Das Gutshaus wurde erst 1738/40 errichtet. Welche Gebäude schon vorher errichtet wurden und ob überhaupt Wirtschafts- oder Wohngebäude zu diesem Zeitpunkt standen, ist ungeklärt. 1745 ist eine Ziegelscheune erwähnt. Sie ist auch noch im Schmettauschen Kartenwerk von 1767/87 südöstlich des Gutes eingezeichnet. 1751 wird dann auch erstmals die Karwer Wassermühle erwähnt. 1791 wurden im Ort vier Feuerstellen gezählt, darunter der Gutsbesitzer, der Verwalter und der Wassermüller. Bratring beschreibt den Ort 1801 als adliges Gut mit einer Wassermühle und einer Försterwohnung. Es gab vier Feuerstellen (Wohnhäuser) in denen 35 Menschen lebten. Im Ortschaftsverzeichnis des Regierungsbezirks Potsdam von 1817 wird der Ort als Gut mit 45 Einwohnern bezeichnet. In der Topographischen Übersicht des Regierungsbezirkes Potsdam von 1841 erscheint der Ort als Rittergut mit acht Wohnhäusern und 58 Einwohnern. 1860 gab es in Karwe neben der Wassermühle sieben Wohngebäude und 15 Wirtschaftsgebäude. 1900 war der Häuserbestand weiter auf sechs Häuser zurückgegangen. Um 1910 wurde die Westprignitzer Kreisringbahn gebaut, die im Dezember 1911 eröffnet wurde. Die Trasse führte in einem Bogen westlich und nördlich an Karwe vorbei. Karwe erhielt einen Haltepunkt nordwestlich des Gutes. Die Strecke wurde 1992 stillgelegt, die Trasse wurde weitgehend abgebaut. Schon um oder vor 1900 muss der kleine Friedhof in der Gartenstraße angelegt worden sein. Er ist in der Topographischen Karte 1:25.000 (vor 1910) schon eingezeichnet.
1939 wurde das Rittergut parzelliert. 1960 bildete sich die LPG Typ I Karwebach. Sie wurde 1973 an die LPG Typ III Einheit in Kribbe angeschlossen. 1994 war die ehemalige LPG liquidiert und in eine Agrargenossenschaft umgewandelt worden, die in Karwe einen Betriebsteil hatte. 1945 wurden 1300 ha an 123 Familien verteilt. Auf dem örtlichen Friedhof wurde eine Trauerhalle errichtet.
| Jahr      | 1772 | 1791 | 1801 | 1817 | 1857 | 1858 | 1871 | 1895 | 1925 |
| Einwohner | 24   | 29   | 35   | 45   | 58   | 78   | 68   | 78   | 59   |

### Kirchliche Geschichte
1391 stifteten die von Karwe einen Zweihufenhof in Karwe für die Vikarie in der Marienkirche zu Parchim. Das Anfang des 18. Jahrhunderts entstandene Rittergut war 1775 nach Neuhausen eingekircht, 1800 und 1840 nach Klüß und Groß Berge. Ab 1860 bis 1931 war es dann ausschließlich nach Große Berge eingekircht. 1934 wurde es an die Kirchengemeinde Kribbe angeschlossen, zu der es auch noch 1995 gehörte. Heute gehören die evangelischen Christen zum Pfarrsprengel Berge-Neuhausen im Kirchenkreis Prignitz.

## Karwer Burgwall
Der Burgwall von Karwe ist rechteckig und war vom Teich der Karwer Mühle umgeben. Ein breiter Steindamm führte durch den Mühlteich führte zur Burg. Er liegt heute unter Wasser. Die Festung war von gewaltigen Eichen eingefasst, die im Laufe der Zeit gefällt wurden. Es könnte sich um einen Teil der Lobekeburg handeln, welche im 15. Jahrhundert die Heerstraße schützte, die von Dambeck aus ins Brandenburger Land führte.

## Verkehr
Karwe liegt an der Kreisstraße 7044 von Berge nach Dallmin und besaß einen Haltepunkt an der Westprignitzer Kreisringbahn, auf der von 1911 bis 1975 Personenverkehr stattfand. 1994 wurde die neue Ortsstraße eingeweiht.

## Denkmale
Die Denkmalliste des Landes Brandenburg für den Landkreis Prignitz verzeichnet nur ein Baudenkmal für Karwe
- Nr. 09160211 Karwer Dorfstraße 6; Gutshaus. Es handelt sich um einen eingeschossigen Fachwerkbau von neun Achsen mit einem zweigeschossigen Mittelrisalit von drei Achsen auf der Hof- und Gartenseite von 1738/40.[24]